# Wässriger Milchling
Der Wässrige Milchling oder Glatte Zwerg-Milchling (Lactarius serifluus) ist eine Pilzart aus der Familie der Täublingsverwandten (Russulaceae). Es ist ein ziemlich kleiner Milchling mit einem stark aromatisch bis unangenehmen Geruch und einer wässrigen Milch. Der orangebraune Hut ist trocken und hat einen gelbbraunen Rand. Die Fruchtkörper des ungenießbaren Milchlings erscheinen von Juni bis Oktober und wachsen an frischen bis feuchten Standorten meist bei Eichen.

## Merkmale

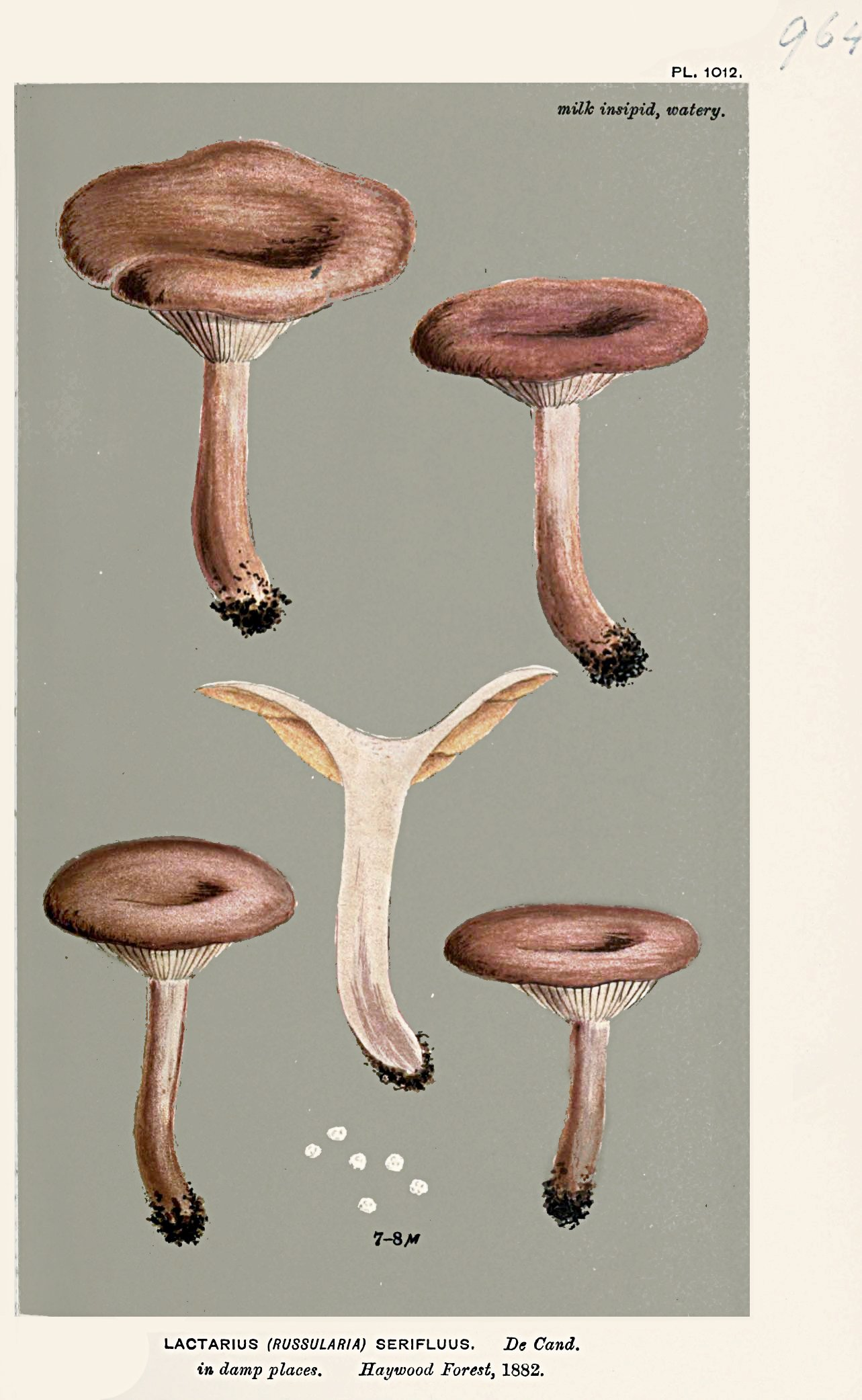

### Makroskopische Merkmale
Der 2,5–3,5 (–5) cm breite Hut ist jung gewölbt und später abgeflacht und in der Mitte niedergedrückt bis trichterförmig vertieft. Meist trägt er einen kleinen, spitzen Buckel. Die Oberfläche ist glatt, matt bis fein samtig und tabak-, rot- bis satt ockerbraun gefärbt, die Hutmitte ist meist dunkler. Der Rand ist schwach gerieft oder glatt.
Die am Stiel breit angewachsenen bis leicht herablaufenden und selten gegabelten Lamellen sind jung cremefarben und später gelb-orange. Die Schneiden sind glatt. Der orange- bis rötlich braune, zylindrische und im Alter hohle Stiel ist 2–4 (–5) cm lang und 0,3–0,7 (–1) cm breit. Die Oberfläche ist glatt, jung fein bereift und später kahl.
Das Fleisch ist cremefarben und hat einem mehr oder weniger rötlichen Ton. Es riecht aufdringlich wanzenartig, ähnlich wie der Eichen-Milchling (Lactarius quietus). Beim Trocknen riecht der Pilz nach Maggikraut oder Cumarin. Der Geschmack ist mild und angenehm. Auch die wässerig-weiße, unveränderlich Milch schmeckt mild.

### Mikroskopische Merkmale
Die runden bis ziemlich rundlichen Sporen sind durchschnittlich 7,1–7,8 µm lang und 6,4–6,9 µm breit. Der Q-Wert (Quotient aus Sporenlänge und -breite) ist 1,0–1,2.
Das Sporenornament ist zwischen 0,7–1,2 µm hoch und besteht aus gratig verlängerten Warzen und Rippen, die miteinander zu einem ziemlich groben, fast vollständigen Netz verbunden sind. Gelegentlich treten auch isoliert stehende Warzen auf. Der Hilarfleck ist ziemlich klein und undeutlich und meist inamyloid.
Die keuligen bis bauchigen Basidien messen 35–60 × 8–12 µm und sind zwei- oder viersporig. Pleuro- und Makrozystiden fehlen, die Lamellenschneiden sind heterogen oder steril. Die zahlreichen Parazystiden sind blasig, birnenförmig bis keulig und 15–35 (–45) µm lang und (6–) 7,5–17 µm lang.
Die Huthaut (Pileipellis) ist ein Hyphoepithelium. Die Hyphen in der unteren Huthautschicht (Subpellis) sind 7,5–25 µm breit und länglich bis isodiametrisch oder gerundet. Die mehr oder weniger zylindrischen Hyphenendzellen sind 3,5–7,5 µm breit und bilden eine auffällige Schicht über der Subpellis, aber oft ist sie mehr oder weniger zusammengedrückt und bildet nur eine diffuse Schicht.

## Artabgrenzung
Bei dem Wässrigen Milchling handelt es sich genau genommen um einen Artenkomplex, der von unterschiedlichen Autoren unterschiedlich eng oder weit gefasst wird. Der Wässrige Milchling ist nahe verwandt mit Lactarius subumbonatus, der sich hauptsächlich durch die dunklere und stumpfere Hutfarbe unterscheidet. Zahlreiche Autoren halten die beiden Taxa für synonym.
Der Milchling kann auch mit dem Kampfer-Milchling (Lactarius camphoratus) verwechselt werden, der eine dunklere Hut und Lamellenfarbe besitzt und einen anderen Geruch hat. Unter dem Mikroskop lassen sich die beiden Arten dadurch unterscheiden, dass der Kampfer-Milchling ein anderes Sporenornament und Cheilomakrozystiden besitzt.
Ebenfalls sehr ähnlich ist der Atlantische Milchling (Lactarius atlanticus) eine mediterran-atlantische Art, die vorwiegend unter Steineichen wächst und in Deutschland wohl nicht vorkommt.

## Ökologie
Der Wässrige Milchling ist ein Mykorrhizapilz, der in erster Linie mit Eichen, seltener mit Rotbuchen eine symbiotische Partnerschaft eingeht.
Der Milchling kommt vorwiegend in Eichen- und Hainbuchen-Eichenwäldern vor, seltener kann man ihn auch in Rotbuchenwäldern mit und ohne Eichen finden, besonders in Waldmeister-Rotbuchen-Wäldern, Waldgersten-Rotbuchen- und Tannen-Rotbuchenwäldern. Der Milchling mag mäßig frische bis mäßig feuchte, flach- bis mittelgründige und neutral bis schwach alkalische Böden, wie nährstoffarme Braun- und Parabraunerden über Kalk, Mergeln und ausreichend basenhaltigem Silikatgestein. Bei Eichen kann man ihn auch an Waldwegen, in Grabenböschungen und in Parkanlagen finden.
Der Pilz meidet allzu sommertrockene, kontinental getönte Regionen und montane Lagen. Man findet ihn daher vom Tiefland bis in das untere Bergland hinein. Die Fruchtkörper erscheinen von Juli bis Oktober.

## Verbreitung

Verbreitung des Wässrigen Milchlings in Europa. Grün eingefärbt sind Länder, in denen der Milchling nachgewiesen wurde, weiß eingefärbt sind alle Länder, in denen der Milchling bisher noch nicht nachgewiesen wurde. Grau dargestellt sind Länder ohne Quellen oder Länder außerhalb Europas.

Der Wässrige Milchling wurde in Nordafrika (Marokko) Nordamerika (USA) und Europa nachgewiesen. In Europa ist er meridional bis temperat verbreitet. Es ist ein überwiegend mitteleuropäischer Laubwaldpilz des Tief- und Hügellandes, der bis ins untere Bergland aufsteigen kann. In Westeuropa wurde der Milchling in Frankreich, den Beneluxstaaten und Großbritannien nachgewiesen. Er kommt in ganz Mitteleuropa vor und in Nordeuropa reicht sein Verbreitungsgebiet bis zur Grenze des Eichenareals im südlichen Fennoskandinavien. Die genaue Süd- und Ostgrenze sind bei dieser Pilzart unbekannt.
In Deutschland kommt der Milchling in allen Bundesländern vor, er ist aber nur locker gestreut von Schleswig bis zum Bodensee verbreitet. In trockeneren und mehr kontinental geprägten Gebieten fehlt er.

## Systematik und Taxonomie
Der Wässrige Milchling wurde 1815 erstmals von Augustin Pyramus de Candolle als Agaricus serifluus beschrieben und 1821 durch Fries sanktioniert. 1838 stellt ihn Fries in die Gattung Lactarius, sodass er seinen heute gültigen Namen bekam. Das Artepitheton serifluus leitet sich von lateinischen serum (Molke) und fluo (ich fließe) ab und bedeutet so viel wie ‚herausfließende Molke‘ oder ‚Molke absondernd‘.

### Infragenerische Systematik
Der Wässrige Milchling wird von Bon, Heilmann-Clausen und Basso in die Sektion Olentes gestellt, die selbst innerhalb der Untergattung Russularia steht. Die Sektion enthält dünnfleischige Milchlinge mit matter, unebener Huthaut und ungerieftem Hutrand. Die Milch ist mehr oder weniger wässrig und der Geruch auffällig und stark.

## Bedeutung
Der Michling wird von den meisten Autoren als ungenießbar bezeichnet.